# Brian Greene
Brian Randolph Greene (født 9. februar 1963 i New York City) er en amerikansk teoretisk fysiker med speciale i strengteori, der siden 1996 har været professor ved Columbia University. Han er kendt i den brede offentlighed for sine populærvidenskabelige bøger.